# Gallin-Kuppentin
Gallin-Kuppentin är en kommun i Landkreis Ludwigslust-Parchim i förbundslandet Mecklenburg-Vorpommern i Tyskland. 
Kommunen bildades den 13 juni 1999 genom en sammanslagning av de tidigare kommunerna Gallin och Kuppentin.
Kommunen ingår i kommunalförbundet Amt Eldenburg Lübz tillsammans med kommunerna Gehlsbach, Granzin, Kreien, Kritzow, Lübz, Passow, Ruhner Berge, Siggelkow och Werder.